# Avortement en Afghanistan
L'avortement en Afghanistan est soumis à la loi afghane influencée par les préceptes de l'Islam. La loi, en vigueur sous la république de 2001 à août 2021, dispose que l'avortement est illégal, sauf s'il est pratiqué pour sauver la vie de la mère ou si l'enfant présente un handicap grave.  

## Contexte

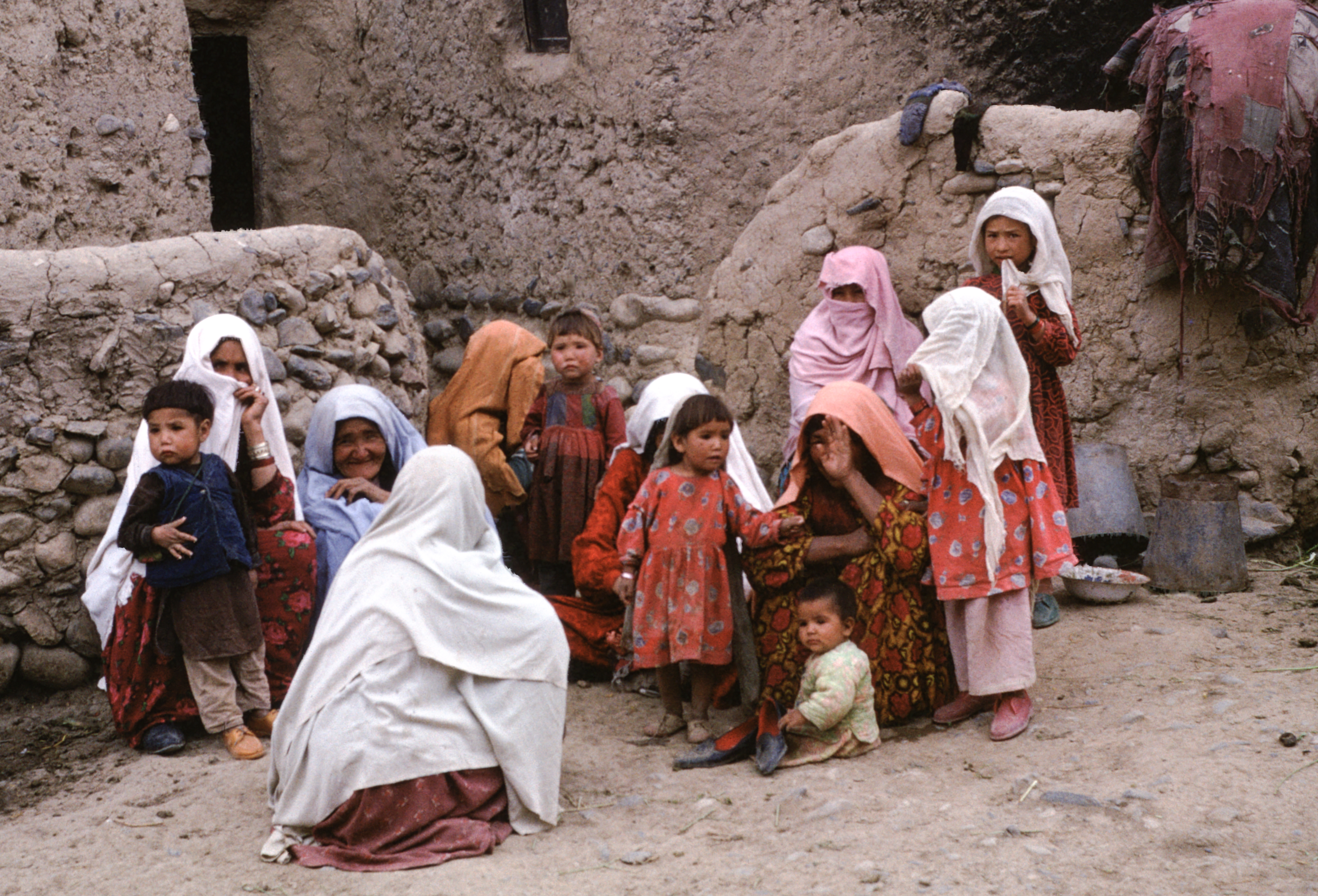
Femmes afghanes, 1975, photographie de Françoise Foliot

L'Afghanistan a l'un des taux de fécondité les plus élevés du monde. Malgré la diffusion de moyens de contraception, le soutien du gouvernement (entre 2001 et 2021) et le respect de l'éthique religieuse, très peu de femmes utilisent une méthode contraceptive. Seulement 18,9% des afghanes ont recours à une contraception, en 2018, contre 71,9% des françaises. 
Dans les années 1990, le taux moyen d'enfant par femme était de 8 enfants. Ce chiffre a diminué depuis la première chute du régime taliban en 2001, pour atteindre 5,5 enfants par femme en 2011. Le retrait des talibans du pouvoir a permis l'entrée d'organisations humanitaires dans le pays. Celles-ci ont fourni des fonds pour l'éducation des filles, mais aussi une planification familiale et un meilleur suivi des naissances. Les taux de natalité élevés contribuent au taux élevé de mortalité fœtale.
En 2021, l'Afghanistan a le taux de mortalité infantile le plus élevé au monde, avec 107 décès pour 1 000 naissances. En 2011, le pays avait été désigné par l'organisation non gouvernementale Save the Children comme l'endroit le plus difficile du monde pour être mère.

## Législation de 2001 à 2021
La législation afghane est fortement influencée par l'islam. Le préambule de la constitution en vigueur de l'automne 2001 à août 2021 fait référence à Allah. L'article 3 du chapitre 1 précise qu'aucune loi afghane ne doit contredire l'islam. 
La forte influence des croyances religieuses sur la loi conduit à des lois strictes entourant l'avortement. Le chapitre 4 du Code pénal afghan décrit les conséquences des avortements. Il dispose que les avortements en dehors du fait de sauver la vie de la mère ou celle du bébé sont illégaux,. L'article 402 dit que toute personne qui tue délibérément un fœtus sera condamnée à 7 ans de prison au maximum. L'article 403 dispose que toute personne qui pratique un avortement sera soit emprisonnée, soit condamnée à une amende pouvant aller jusqu'à environ 12 000 Afghans. Si la personne qui pratique l'avortement est un médecin, elle sera punie avec toute la rigueur de la loi.

## Limites religieuses

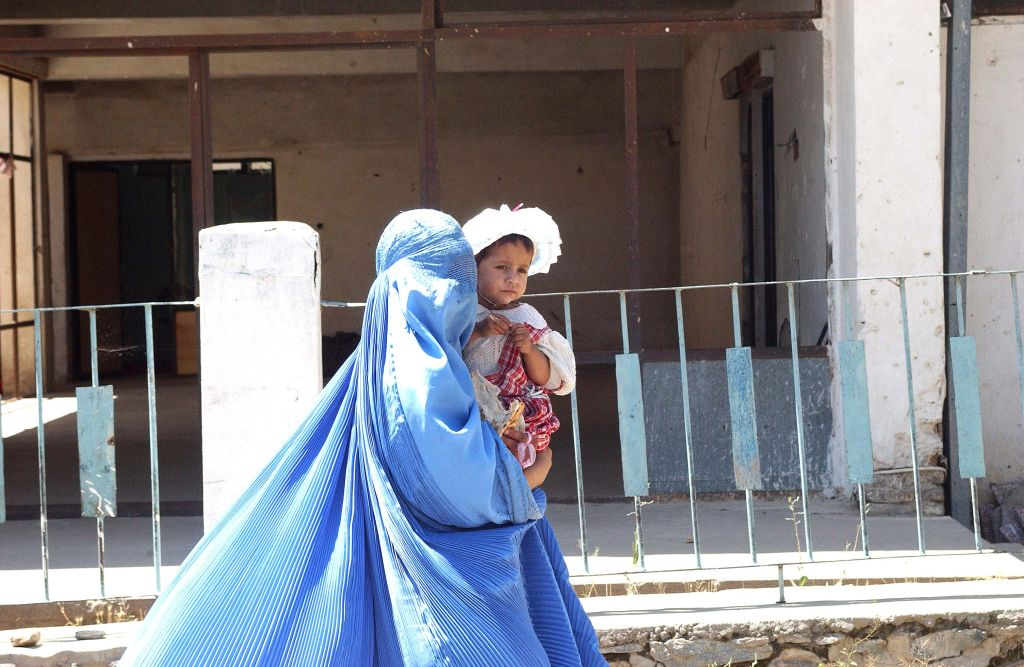
Femme afghane portant un enfant, province du Parwan, 2005.

La loi islamique est issue du Coran et est utilisée pour dicter les actions quotidiennes des musulmans. Les préceptes coraniques dictent des politiques strictes sur les interactions entre les sexes. L'une de ces exigences est que les femmes consultent des médecins femmes,. 
Les idéaux de la médecine islamique sont basés sur le caractère sacré de la vie humaine, qui stipule que Dieu créée des humains sans maladies et autres maux. L'islam considère que la vie humaine commence à la conception et que le fœtus a des droits, sa mère ayant la responsabilité de le protéger. Cela conduit à la conviction prédominante que l'avortement doit être évité dans la mesure du possible. Le meurtre d'une femme enceinte est jugé comme deux crimes, aussi si le père décède alors que la mère est enceinte, la succession ne sera partagée qu'à la naissance de l'enfant, car le fœtus hérite de son père[réf. nécessaire].  En cas de viol, l'avortement n'est pas autorisé par la loi au motif qu’un crime ne peut être résolu par un autre crime, or le recours à l'avortement est considéré comme un crime. 

## Accès à l'avortement
Les Afghanes peuvent avoir recours à l'avortement si leur vie est menacée par la grossesse, ou s’il est médicalement attesté que le bébé naîtra avec de graves malformations ou handicaps. Des comités d'éthique religieux doivent statuer sur l'éthique et la légalité de l'acte avant qu'il ne puisse être pratiqué. Après approbation, la femme doit obtenir l'accord d'un gynécologue, de trois médecins généralistes et d'un conseiller. Cette procédure complexe amène certaines femmes à réaliser des avortements illégaux. Elles évitent ainsi la honte et stigmatisation par la société. 
L'illégalité de l'avortement conduit les femmes à devoir financer elles-mêmes l'acte. Étant donné que les femmes sont généralement sans emploi, il leur est difficile de réunir la somme nécessaire pour un avortement. Durant la présence des troupes internationales en Afghanistan, de 2001 à 2021, le prix de l'acte est passé de 250 000 afghanis à 17 500 afghanis (250 $ dollars américains). Cette diminution est due au besoin croissant d'avortements. 

## Stigmatisation des femmes
En raison de la forte croyance religieuse en Afghanistan, la société stigmatise les femmes qui décident d'avorter. De nombreuses afghanes expliquent devoir choisir entre avorter ou avoir un enfant en dehors du mariage, ce qui les pousse à être exclues de la société. Les contraintes d'accès à l'avortement conduisent certaines femmes à avoir recours à des moyens illégaux pour avorter afin d'éviter d'être rejetées par leurs familles ou punies pénalement.